# C-Funk
Cristian Sol Moraga Farías (Santiago, 2 de mayo de 1977) más conocido en el medio artístico como C-Funk, Cee-Funk o Funky-C es un cantante, compositor, multiinstrumentista y rapero chileno conocido por ser uno de los líderes de la agrupación Los Tetas y guitarrista de la banda Chancho en Piedra. Además cuenta a partir de 2004 con una carrera solista desde Estados Unidos.

## Biografía

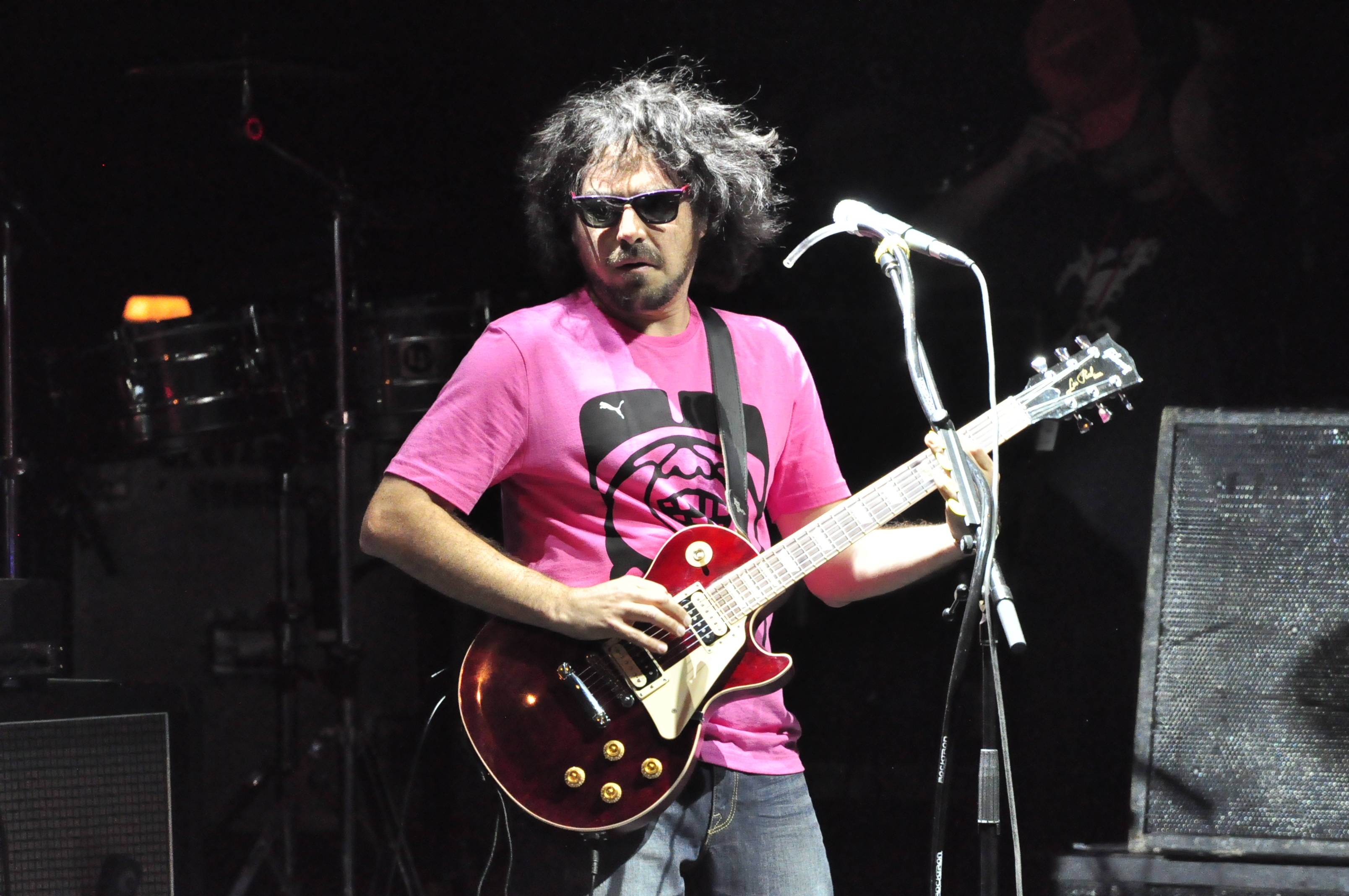
C-Funk en 2011.

Hijo del destacado cantautor Hugo Moraga, Cristian recibió de primera mano, y a muy temprana edad, su instrucción musical, la cual combinaba la música de resistencia a la dictadura con bossa nova brasilera y jazz fusión estadounidense. A los 13 años de edad se presentó como tecladista en los conciertos de Hugo Moraga, y también junto a Rudy Wiedmaier y los grupos Compañero de Viajes y La Dolce Vita. A fines de los años 80s descubrió su inspiración máxima en el álbum de Herbie Hancock Head Hunters de 1973, y de ahí en más se decretó el fanatismo de Cristian con el funk, gracias a los elementos rítmicos, melódicos y estéticos de autores como James Brown, Stevie Wonder, Sly & The Family Stone, Funkadelic, etc.
En 1992 conoció al bajista David Eidelstein (Rulo), cuando Esperanza Restucci los invitó a ambos a integrar un nuevo proyecto musical. Su afinidad por el funk, y confesa admiración por el estilo de Pedro Foncea (de De Kiruza) y La Banda del Capitán Corneta , hizo a ambos amigos optar por comenzar con un grupo propio. Lo llamaron, primero, Dr. Funkestein. Completaron la formación del grupo a comienzos de 1994 con la llegada de Camilo Castaldi "Tea Time" (voz y scratches), y Francisco González "Pepino" (batería). Desde ese momento Tea-Time bautizó a Moraga como C-Funk, y la banda dejó el nombre de Dr. Funkestein por el de Los Tetas.
C-Funk se transformaría en una de las figuras de la música chilena pues tras el éxito de Los Tetas, se encontraba
el talento musical de Cristian quien se dedicaba a componer, a rapear, a cantar, y tocar guitarras y teclados. Sin duda el miembro con mayor peso en el sonido de Los Tetas. 10 años duró la experiencia dejando una marca imborrable en la escena musical chilena y latinoamericana con discos como Mamma Funk y La Medicina como ya clásicos del estilo.
En 2004 C-Funk ganaría el litigio para quedarse con el derecho del nombre del grupo y se alejaría de Chile para radicarse en California, Estados Unidos, para realizar una carrera en solitario. De este emprendimiento saldría el disco Joya en 2006, realizado en ambos países y con colaboraciones notables de músicos como Dante Spinetta, Sonido Ácido, Anzuelo, Juan Sativo y el saxofonista de jazz Maxi Alarcón.
A partir de 2011 C-Funk (llamado Funky-C en Norteamérica debido a la patente del nombre) vuelve a Chile para una gira por el país, dónde además fue partícipe como DJ en el acto de apertura del Femme Fatale Tour de Britney Spears el 22 de noviembre en el Estadio Nacional.
Luego de limar ciertas asperezas con Tea-Time, volver a reunirse con la formación original de Los Tetas, causando gran expectación en la prensa y los fanes. A partir de esto se espera una gran gira y un posible nuevo disco para el futuro.
En abril de 2018 se confirmó que formará parte como guitarrista del grupo Chancho en Piedra, en reemplazo de Pablo Ilabaca quien iniciará su carrera solista.
En junio de 2019, luego de 7 años de “El movimiento”, último disco  en donde participó con su grupo Los Tetas y a 12 años de su debut como solista con “Joya”, el músico nos sorprende con una nueva apuesta a través de su sencillo "Siempre siempre" también compuesto por un B side, titulado “Imposible”, Cristian vuelve al estudio, esta vez incursionando en nuevas y viejas ideas.
En su primera canción “Siempre siempre” podemos ver la consumación del anhelo creativo y los deseos de C-Funk de hacerse presente en el mercado actual, incorporando nuevas influencias con una mezcla de trap y hip-hop, Cristian nos muestra algo completamente diferente a lo que nos tiene acostumbrados, “sonoridades modernas” como él mismo lo clasifica en una entrevista con La Tercera. En la nueva entrega prima en el lado A el uso de sintetizadores y teclados, acompañados de beats electrónicos, extrañando el uso de guitarras en él, si bien es una apuesta arriesgada, C-Funk nos enseña su versatilidad, aunque siempre manteniendo su estilo característico como compositor, arreglista y productor musical. Por otro lado, completamente distinto, tenemos el segundo sencillo llamado “Imposible” el cual es una reversión de una antigua canción del compositor chileno Hugo Moraga, padre de Cristian, y es en esta canción (que data de 1989 originalmente) donde el actual guitarrista de Chancho en Piedra, nos dice: aquí está el funk. En él podemos notar su talento principalmente como arreglista y cantante, así como su habilidad como experimentado guitarrista explícitamente a través de la naturalidad y fluidez con la que se mueve por el mástil de la guitarra. Ahora con 3 leads de guitarra dentro del desarrollo de la canción y una multiplicidad de acordes, es posible escuchar en los leads ese tan anhelado wah-wah que ya es marca registrada de Cristian. El dominio del estilo funky junto al infaltable hip-hop es indiscutible, con esta canción nos hace recordar quien fue y quien aún es.
Si bien C-Funk no había estado ausente debido a la colaboración con Chancho en Piedra en reemplazo del ex – guitarrista Pablo Ilabaca, y a su gran agenda de shows, había permanecido un poco a la sombra de ellos, ya que desde el último lanzamiento de Los Tetas que no nos entregaba material compuesto por él. Todo esto ocurrió a causa del gran entusiasmo que dejó el inconcluso nuevo disco que se iba a estrenar junto a la disquera Universal con su antigua banda, y que por motivo de las denuncias en 2017 en contra de su compañero de banda Camilo Castaldi (conocido como “Tea-Time”) nunca pudo ver la luz. Por otro lado, “Siempre siempre” es lo más parecido que ha hecho C-Funk a lo que hoy se entiende como trap, un género que el músico de 42 años ha seguido desde sus comienzos (“Dirty South se llamaba antes”, recuerda) y de cuya evolución en el país se siente parte. Y junto con esto, el sencillo, que tiene como invitado a Jamez Manuel y que debuta hoy en el streaming junto a “Imposible” -un cover de su padre, Hugo Moraga-, es también el primer adelanto de su segundo disco solista. Un álbum aún sin título que cierra un ciclo para Moraga y un manifiesto de supervivencia, en el que incluirá parte del material que no pudo publicarse en el abortado álbum que Los Tetas editarían junto a Universal hace dos años. “Trabajé mucho en ese disco, hay muchas canciones mías y otras en colaboración con el Rulo que voy a ‘reciclar’. No quería que quedaran guardadas en un disco duro y esperaran la vuelta de Los Tetas para ver la luz. Siento que la música pertenece a un cierto tiempo y no quiero que se les pase el tiempo a estas canciones. Entonces, sí, van a salir algunas de esas canciones, muy fuertes, con invitados estelares”, cuenta el músico, quien en paralelo sigue a cargo de las guitarras de Chancho en Piedra y en la producción del próximo disco del cuarteto.

## Discografía

### Solista
Álbumes de estudio
- 2006 - Joya (Universal)

Singles
- 2018 - Siempre Siempre
- 2020 - Poppin
- 2022 - Bailar con estilo
- 2024 - San Francisco Nights

### Con Los Tetas

#### Álbumes de estudio
- 1995 - Mama funk (EMI Odeon. Reeditado el 2011 en CD por La Tienda Nacional[4] y en forma de LP por EMI)
- 1998 - La medicina (EMI Odeon)
- 2002 - Tómala! (Autoedición)

#### EP
- 1997 - Cha Cha Cha! (EMI Odeon)
- 1999 - Independiente  (Autoedición)
- 2002 - I Like! (Autoedición)
- 2012 - El Movimiento (Plaza Independencia)

#### Recopilaciones
- 2000 - Latin funk all-stars (EMI Odeon)[5]
- 2000 - Independiente 2 (Autoedición)
- 2015 - 20 Años Mama Funk (Autoedición)

### Con Chancho en Piedra
Singles
- 2019 - Bola de Fuego
- 2019 - Todo se me pasa